# Diócesis de Caxito
La diócesis de Caxito (en latín: Dioecesis Caxitonensis y en portugués: Diocese de Caxito) es una circunscripción eclesiástica de la Iglesia católica en Angola. Se trata de una diócesis latina, sufragánea de la arquidiócesis de Luanda. Desde el 15 de junio de 2020 su obispo es Maurício Agostinho Camuto, de la Congregación del Espíritu Santo.

## Territorio y organización
La diócesis tiene 18 916 km² y extiende su jurisdicción sobre los fieles católicos de rito latino residentes en la provincia de Bengo en los municipios de: Caxito, Ambriz, Bula Atumba, Dande, Dembos, Nambuangongo, Pango-Aluquém y Kikolo, y el municipio de Cacuaco en la provincia de Luanda. 
La sede de la diócesis se encuentra en la ciudad de Caxito, en donde se halla la Catedral de Santa Ana.
En 2021 en la diócesis existían 17 parroquias.

## Historia
La diócesis fue erigida el 6 de junio de 2007 con la bula Caritas Christi del papa Benedicto XVI, obteniendo el territorio de la arquidiócesis de Luanda.

## Estadísticas
Según el Anuario Pontificio 2022 la diócesis tenía a fines de 2021 un total de 486 000 fieles bautizados.
| Año                                                                             | Población            | Población | Población      | Sacerdotes | Sacerdotes    | Sacerdotes    | Bautizados por sacerdote | Diáconos permanentes | Religiosos | Religiosos | Parroquias |
| Año                                                                             | Bautizados católicos | Total     | % de católicos | Total      | Clero secular | Clero regular | Bautizados por sacerdote | Diáconos permanentes | Varones    | Mujeres    | Parroquias |
| ------------------------------------------------------------------------------- | -------------------- | --------- | -------------- | ---------- | ------------- | ------------- | ------------------------ | -------------------- | ---------- | ---------- | ---------- |
| 2007                                                                            | 214 000              | 500 000   | 42.8           | 14         | 2             | 12            | 15 286                   |                      | ?          | ?          | 6          |
| 2012                                                                            | 240 000              | 564 000   | 42.6           | 20         | 5             | 25            | 9600                     |                      | 28         | 82         | 10         |
| 2013                                                                            | 246 000              | 579 000   | 42.5           | 26         | 5             | 21            | 9461                     |                      | 25         | 85         | 10         |
| 2016                                                                            | 416 000              | 1 234 000 | 33.7           | 33         | 9             | 24            | 12 606                   |                      | 35         | 81         | 12         |
| 2019                                                                            | 457 000              | 1 355 600 | 33.7           | 44         | 9             | 35            | 10 386                   | 1                    | 57         | 104        | 17         |
| 2021                                                                            | 486 000              | 1 442 620 | 33.7           | 42         | 10            | 32            | 11 571                   |                      | 59         | 80         | 17         |
| Fuente: Catholic-Hierarchy, que a su vez toma los datos del Anuario Pontificio. |                      |           |                |            |               |               |                          |                      |            |            |            |

## Episcopologio
- António Francisco Jaca, S.V.D. (6 de junio de 2007-26 de marzo de 2018 nombrado obispo de Benguela)
  - António Francisco Jaca, S.V.D. (3 de mayo de 2018-15 de junio de 2020) (administrador apostólico)
- Maurício Agostinho Camuto, C.S.Sp., desde el 15 de junio de 2020